# Веселі музики
Ансамбль «Веселі музики» Національної філармонії України – український камерно-вокальний фольклорний ансамбль, популярний виконавець народної музики.

## Склад квартету
- Юрій Миколайович Різоль (ударні інструменти, спів, директор) — заслужений артист України[1]
- Сергій Павлович Хитряков (баян, спів, аранжування, художній керівник) — заслужений артист України[1]
- Павло Петрович Бугар (народні духові інструменти, спів) — заслужений артист України[1]
- Олександр Васильович Чух (контрабас, спів) — заслужений артист України[1]
- Валерій Голуб (спів, скрипка) — лауреат міжнародних конкурсів

В 1983—2009 роках в ансамблі працював Почко Владислав Леонідович, заслужений артист України.

## Загальні відомості
Ансамблем «Веселі музики» був створений 1981 року.
До 1988 — у складі Київського об'єднання музичних ансамблів.
1987 року його учасники стали лауреатами Всеукраїнського конкурсу артистів естради.
З 1988 року ансамбль «Веселі музики» працює в Національній філармонії України.
Гастролювали більш ніж в 40 країнах світу, зокрема в Англії, Австрії, Бельгії, Болгарії, Голландії, Іспанії, Греції, Німеччині, США, Франції, Шотландії, Чехії, Словаччині, Польщі, Фінляндії.
Колективом ансамблю записано 5 аудіо альбомів, 4 компакт-диски з українською народною музикою, знято 2 музичних фільми.
1998 — англійська фірма ARC RECORDS випустила диск «Танці на селі» з українською народною музикою у виконанні «Веселих музик», який продавався в 56 країнах світу. 2006 року диск перевидавався.
З 2001 року з ансамблем виступає солістка Тетяна Школьна (народний спів), вокальне тріо «Козачка» та цимбаліст-віртуоз Володимир Польовчик.
2002 року ансамблю була присвоєна міжнародна премія «Золотий Орфей».

## Участь у фестивалях
- 1990 — Folk for Peace (Шотландія)
- 1991 — Kaltenberg volkfest (Німеччина)
- 1992 — Маковецька струна (Словаччина)
- 1993 — Riverfest-competition (США, Техас)
- 1995 — International Hackbret (Німеччина)
- 2015 — Шарк Тароналарі (Самарканд, Узбекистан)

## Репертуар
В репертуарі ансамблю інструментальні та вокально інструментальні твори, переважно народні. Це, зокрема українські народні пісні в обробці С. Хитрякова: «Весела гребіночка», «За нашов стодолов», «Перелаз», «Вареники», «Човен хитається», «Ой на горі та й женці жнуть», «Понад ставом стежка», «Їхав козак за Дунай», «Коли б мені зранку», «Коло річки, коло броду», «Глибока кирниця», «На вулиці скрипка грає», а також авторські пісні: Я. Барнич, Р. Савицький – «Гуцулка Ксеня»; Л. Лепкий – «Була колись дівчина».